# Hearts of Iron II: Doomsday
Hearts of Iron II: Doomsday (w Rosji wydana jako Victory Day 2: New War) – komputerowa strategiczna gra czasu rzeczywistego osadzona w realiach II wojny światowej, wyprodukowana i wydana w 2006 przez szwedzką firmę Paradox Interactive. Jest to samodzielny dodatek do gry Hearts of Iron II.
Premiera gry na świecie miała miejsce 7 kwietnia 2006, natomiast w Polsce została ona wydana 16 czerwca 2006. Dodatek wydłuża czas rozgrywki do 1953 i oprócz modyfikacji zasad w stosunku do gry podstawowej, zawiera scenariusze związane z zimną wojną. Do Hearts of Iron II: Doomsday powstał drobny dodatek Armageddon.

## Rozgrywka
Doomsday wydłuża czas akcji gry do 1953 roku. W dodatku zaimplementowano całkowicie alternatywny scenariusz II wojny światowej do rozegrania – Doomsday. Scenariusz przedstawia jak wyglądałby świat, gdyby działania militarne potoczyły się inaczej niż w rzeczywistości. Gracz może kierować losami jednego z ponad 185 krajów dostępnych w latach 1936–1953. W grze poprawiono drzewo technologiczne, co umożliwia opracowanie taktyki broni nuklearnej oraz rodzajów wojny nuklearnej. Poprawiono także zarządzanie stosunkami dyplomatycznymi oraz inteligencję komputera. Dodano kompletny edytor scenariuszy. W grze dostępne są różne rodzaje jednostek: piechoty – piechota, piechota morska, desant powietrzny, strzelcy górscy, kawaleria, opancerzona kawaleria, zmotoryzowane, zmechanizowane, milicja; czołgów i artylerii – lekkie czołgi, średnie czołgi, ciężkie czołgi, niszczyciele czołgów, artyleria przeciwpancerna, artyleria polowa, rakietowa artyleria samobieżna, artyleria rakietowa, artyleria samobieżna, baterie przeciwlotnicze, brygady przeciwlotnicze, pojazdy pancerne; floty morskiej – lekkie krążowniki, ciężkie krążowniki, krążowniki liniowe, lotniskowce, lekkie lotniskowce, niszczyciele, okręty podwodne, pancerniki, ciężkie pancerniki; samolotów – bombowce, bombowce taktyczne, bombowce strategiczne, bombowce okrętowe, samoloty transportowe, myśliwce, wczesne myśliwce, myśliwce przechwytujące, myśliwce eskortujące, bezpośrednie wsparcie z powietrza. W opcjach gry gracz może ustawić poziom trudności, agresywność SI, szybkość gry, datę zakończenia rozgrywki a także częstotliwość autozapisu. Gracz może również określić czy państwo którym kieruje ma przejąć całkowicie potencjał przemysłowy anektowanego kraju i jego zespoły naukowe, to czy państwa demokratyczne mogą wypowiadać wojny oraz zastąpić wyświetlane ikony jednostek przez żetony. W grze zawarto tryb gry wieloosobowej; możliwy jest on poprzez sieć lokalną, Internet lub valkyrieNet, maksymalnie może wziąć w niej udział 32 graczy.

### Oszustwa i błędy w grze
W grze, po naciśnięciu klawisza F12 podczas rozgrywki, po wyświetleniu konsoli dostępna jest możliwość wpisania kodu, który może zmienić przebieg rozgrywki. Podczas gdy gracz rozpoczął rozgrywkę danym państwem po zapisie i ponownym wczytaniu rozgrywki może kontynuować ją innym krajem. Tekstowe pliki gry można zmieniać na różne sposoby. W grze występują floty duchów, – jednostki morskie stacjonujące w portach, gdy jednostki te nie istnieją.

## Wydanie gry
Hearts of Iron II: Doomsday jest dodatkiem do Hearts of Iron II z 2005 roku wyprodukowanym przez Paradox Interactive. Do prac nad grą zaangażowano między innymi producenta Johana Anderssona i muzyka Andreasa Waldetofta.
Wersja demonstracyjna dodatku została udostępniona do pobrania 31 maja 2006 roku. Gra dzięki wydawcy Paradox Interactive miała światową premierę 7 kwietnia 2006 roku. 4 kwietnia 2006 roku Paradox Interactive wydało ją w Niemczech. 7 kwietnia 2006 roku za pomocą wydawnictwa Paradox Interactive gra ukazała się w Stanach Zjednoczonych i Europie, tego samego dnia wydawnictwo Koch Media wydało ją w Wielkiej Brytanii. W Polsce gra została wydana przez Cenegę Poland 16 czerwca 2006 roku. 4 sierpnia 2006 roku gra została wydana w Japonii przez CyberFront. 28 sierpnia 2006 roku wydawnictwo 1C wydało dodatek w Rosji.
16 czerwca 2006 roku wydana została przez Strategy First Złota Edycja gry, zawierająca podstawową wersję gry i dodatek Doomsday, w tym samym dniu Cenega Poland wydała ją w Polsce. 30 sierpnia 2007 gra wraz z Hearts of Iron II i dodatkiem Armageddon została wydana przez Paradox Interactive w edycji Antologia (oryg. ang. Anthology) w Australii, dzień później wydano ją w Europie, 11 września 2007 gra miała premierę w Stanach Zjednoczonych. 19 października 2007 roku Doomsday został wydany w Polsce przez Paradox Entertainment wraz z Hearts of Iron II i dodatkiem Armageddon w Platynowej Edycji w Kolekcji Klasyki. 13 lutego 2009 roku Ascaron Entertainment UK wydał dodatek w Europie w wersji na Windowsa w edycji Collection wraz z Hearts of Iron II i dodatkiem Armageddon. Ta sama edycja wydana została 7 maja 2009 roku przez Virtual Programming w wersji na Macintosh.

### Silnik gry
Hearts of Iron II: Doomsday jak i podstawowa wersja gry korzystają z silnika Europa, powstałego na potrzeby pierwszej części serii Hearts of Iron. Pod koniec kwietnia 2008 roku poinformowano, że silnik Europa jest dostępny do pobrania za darmo i dalszego modyfikowania.

### Armageddon
29 marca 2007 roku został wydany dodatek do dodatku Hearts of Iron II: Doomsday zatytułowany Hearts of Iron II: Armageddon (w Rosji znany jako Day of Victory 2 lub Plan Stalin). 29 marca 2007 Paradox Interactive wydało go w Wielkiej Brytanii pozostałej części Europy i Stanach Zjednoczonych, w Stanach Zjednoczonych była dostępna tylko w wersji online. 7 września 2007 roku CyberFront wydał ją w Japonii. 8 sierpnia 2008 roku wydawnictwo 1C i Snowball Studios wydało dodatek w Rosji. Dodatek wydłuża okres rozgrywki do 1964 roku, dodaje nowe ikony jednostek morskich, zmienia wygląd menu głównego oraz dodaje scenariusz Armageddon. W stosunku do dodatku Doomsday poprawiona została sztuczna inteligencja i drzewo technologiczne.

## Obsada
Źródło: instrukcja gry Hearts of Iron II Platynowa edycja, str. 32

- Theodore Bergquist – dyrektor generalny
- Johan Andersson – producent/główny programista/projekt gry/programowanie
- Joakim Bergqwist – projekt gry/projekt kampanii/projekt scenariuszy/projekt wydarzeń historycznych
- Henrik Fåhraeus – projekt gry/programowanie/projekt kampanii/projekt wydarzeń historycznych
- Jonas Bjering – dodatkowe programowanie
- Thomas Johansson – dodatkowe programowanie
- Pontus Åberg – dodatkowe programowanie
- Marcus Edström – główny grafik
- Dick Sjöström – grafik
- Stefan Thulin – projekt graficzny/marketing
- David Martinez – skrypty SI
- Marcus Herrmann – projekt kampanii/projekt scenariuszy/baza danych
- Stefan Carlsson – projekt kampanii
- Wesley Ferris – projekt scenariuszy/baza danych
- Simon Aistleinter – projekt scenariuszy/baza danych
- Wojtek Waluk – projekt scenariuszy/baza danych
- Fernando A. Turi – projekt scenariuszy
- José M. Aguirre – projekt scenariuszy
- Joshua Raup – projekt scenariuszy
- Maxime Penen – baza danych
- Sören Birch-Jensen – baza danych
- Birger Fjällman – baza danych
- Lars Wetterling – baza danych
- Kevin McCarthy – baza danych
- Alf Melin – projekt wydarzeń historycznych
- Andreas Waldetoft – muzyka
- Wave Generation – dźwięk
- Chris Stone – instrukcja
- Fredrik Lindgren – marketing
- Susana Meza – marketing
- John Breeden
- uczestnicy forum Paradox Interactive

## Odbiór gry
Hearts of Iron II: Doomsday został pozytywnie przyjęty przez recenzentów osiągając według agregatora GameRankings średnią wynoszącą 78,71% maksymalnych ocen. Oliver Clare z serwisu Eurogamer w recenzji napisał, że układ gry oraz jej zaawansowanie może utrudnić grę nowicjuszom. Clare pisał, że gra może na początku być nudna, ale gdy gracz uświadomi sobie, że może rozegrać grę każdym państwem na mapie, zmieni swe zdanie. Clare stwierdził też, że dodatek ten ma niepowtarzalny urok. Brett Todd z GameSpot pozytywnie ocenił kampanie, klimat zimnej wojny, nuklearny wyścig, szpiegów i sprzęt wojskowy. Chwalił też niską cenę gry. Recenzent o pseudonimie jkdmedia z GameZone chwalił muzykę gry, oraz stwierdził, że pasuje ona do rozgrywki.
Oliver Clare z Eurogamer negatywnie ocenił sztuczną inteligencję, zawiera ona poważne błędy. Brett Todd z serwisu GameSpot negatywnie ocenił grafikę i dźwięki. Recenzent o pseudonimie jkdmedia z GameZone w recenzji napisał, że grafika jest niedopracowana, dźwięki są z poprzedniej części gry i występują w wielu innych grach.